# Denny Beljaards
Denny Beljaards (4 juni 1983) is een Nederlandse honkballer.
Beljaards speelt buitenvelder. Hij slaat en gooit linkshandig. In 2002 debuteerde hij in de Nederlandse hoofdklasse bij Corendon Kinheim uit Haarlem waarvoor hij ook in 2008 nog steeds uitkomt. Daarvoor had hij al voor deze vereniging in het tweede elftal gespeeld. In2003 maakte Beljaards zijn debuut voor het Nederlands honkbalteam in de wedstrijd op 1 juli van dat jaar tegen het team van Zuid-Afrika tijdens het World Port Tournament. Hij speelde vier wedstrijden tijdens dat toernooi. Hierna werd hij een tijdlang niet meer opgeroepen en werd zijn plaats ingenomen door de in de Amerikaanse profcompetitie spelende Danny Rombley. In april 2005 speelde hij wel weer en kwam uit tijdens de Europese Kampioenschappen van dat jaar waarin hij uitkwam in een wedstrijd. Hierna werd hij tot 2008 niet meer opgeroepen. Beljaards is een neef van de honkballers Patrick Beljaards en Richard Beljaards.